# Danh sách thành phố và thị trấn Zambia

Vị trí Zambia trên bản đồ châu Phi

Zambia là một quốc gia Cộng hòa nằm ở phía nam châu Phi. Dưới đây là danh sách các thành phố, thị trấn, làng ở Zambia.

## Thành phố Zambia
| Thứ hạng | Thành phố   | Dân số (1980) | Dân số (1990) | Dân số (2000) | Dân số (2007) | Tỉnh       | Hình ảnh |
| -------- | ----------- | ------------- | ------------- | ------------- | ------------- | ---------- | -------- |
| 1.       | Lusaka      | 735,830       | 1,069,353     | 1,684,703     | 2,146,522     | Lusaka     |          |
| 2.       | Ndola       | 297,490       | 367,228       | 397,757       | 467,529       | Copperbelt |          |
| 3.       | Kitwe       | 283,962       | 288,602       | 363,734       | 409,865       | Copperbelt |          |
| 4.       | Kabwe       | 127,422       | 154,318       | 176,758       | 193,100       | Central    |          |
| 5.       | Chingola    | 130,872       | 142,383       | 147,448       | 148,469       | Copperbelt |          |
| 6.       | Mufulira    | 138,824       | 123,936       | 122,336       | 119,291       | Copperbelt |          |
| 7.       | Livingstone | 61,296        | 76,875        | 97,488        | 113,849       | Southern   |          |
| 8.       | Luanshya    | 113,422       | 118,143       | 115,579       | 112,029       | Copperbelt |          |
| 9.       | Kasama      | 36,269        | 47,653        | 74,243        | 98,613        | Northern   |          |
| 10.      | Chipata     | 33,627        | 52,213        | 73,110        | 91,416        | Eastern    |          |

~Thành phố~
- Chililabombwe
- Solwezi

## Thị trấn, làng

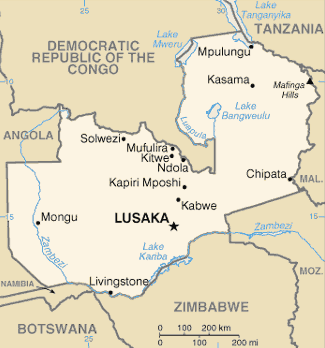
Map of Zambia

- Chadiza
- Chama
- Chambeshi
- Chavuma
- Chembe
- Chibombo
- Chiengi
- Chilubi
- Chinsali
- Chinyingi
- Chirundu
- Chisamba
- Choma
- Gwembe
- Isoka
- Kabompo
- Kafue
- Kafulwe
- Kalabo
- Kalene Hill
- Kalomo
- Kalulushi
- Kanyembo
- Kaoma
- Kapiri Mposhi
- Kasempa
- Kashikishi
- Kataba
- Katete
- Kawambwa
- Kazembe (Mwansabombwe)
- Kazungula
- Kibombomene
- Luangwa
- Lufwanyama
- Lukulu
- Lundazi
- Macha Mission
- Makeni
- Maliti
- Mansa
- Mazabuka
- Mbala
- Mbereshi
- Mfuwe
- Milenge
- Misisi
- Mkushi
- Mongu
- Monze
- Mpika
- Mporokoso
- Mpulungu
- Mumbwa
- Muyombe
- Mwinilunga
- Nchelenge
- Ngoma
- Nkana
- Nseluka
- Pemba
- Petauke
- Samfya
- Senanga
- Serenje
- Sesheke
- Shiwa Ngandu
- Siavonga
- Sikalongo
- Sinazongwe
- Zambezi
- Zimba